# Chippa United Football Club
O Chippa United Football Club é um clube de futebol sul-africano com sede em Port Elizabeth. A equipe compete na Campeonato Sul-Africano de Futebol (PSL).

## História
O clube faz parte do projeto do empresário Chippa Mpengesi iniciado em janeiro 2010.